# Kaiser-Friedrich-Gedächtniskirche
La Kaiser-Friedrich-Gedächtniskirche (letteralmente: «chiesa commemorativa dell'imperatore Federico») è una chiesa evangelica di Berlino, sita nel quartiere Hansaviertel e costruita come parte dell'omonimo complesso residenziale.
In considerazione della sua importanza architettonica, è posta sotto tutela monumentale (Denkmalschutz).